# 朱勛𣴣
瀋靖王朱勛𣴣（1492年—1525年），明朝第四代瀋王瀋恭王朱詮鉦的庶第一子。他在嘉靖元年（1522年）十月封福山王，嘉靖四年（1525年）去世，諡號福山恭和王。
其長子未命名就死了，次子朱胤榿在兩年後任瀋府宗理，未及嗣封瀋王就去世。後來堂侄瀋憲王朱胤栘嗣封瀋王，亦追封他為瀋王，諡號靖。